# ورزشگاه بنی سوف
ورزشگاه بنی سوف یک ورزشگاه در مصر است که در بنی سویف واقع شده‌است.